# Делдуар (подокруг)
Делдуар (бенг. দেলদুয়ার, англ. Delduar) — подокруг в центральной части Бангладеш. Входит в состав округа Тангайл. Образован в 1981 году. Административный центр — город Делдуар. Площадь подокруга — 184,54 км². По данным переписи 1991 года численность населения подокруга составляла 175 684 человека. Плотность населения равнялась 952 чел. на 1 км². Уровень грамотности населения составлял 34,4 %. Религиозный состав: мусульмане — 87,41 %, индуисты — 12,55 %, прочие — 0,04 %.